# Wilde Cambão
Wilde Lopes Roriz (Luziânia, 13 de fevereiro de 1967), conhecido como Wilde Cambão, é um servidor público e político brasileiro, filiado ao Partido Social Democrático. Atualmente, é deputado estadual de Goiás.